# Умбенхауэр, Георг
Георг Умбенхауэр (нем. Georg Umbenhauer; род. 20 сентября 1912 года в Нюрнберге, Германия — ум. 15 декабря 1970 года в Нюрнберге, Германия) — немецкий шоссейный велогонщик, выступавший с 1932 по 1952 год. Чемпион Германии 1936 года на шоссе. Победитель Тура Германии-1939.

## Достижения
1936
1-й  Чемпионат Германии
2-й Тур Хайнлейте
3-й Тур Кёльна
1938
1-й Тур Хайнлейте
1-й — Этап 1 Тур Германии
1939
1-й  Тур Германии
1-й — Этап 5
1. ↑  Georg Umbenhauer // https://firstcycling.com/rider.php?r=6131